# ويليام ثوريسون
كارل توري ويليام ثوريسون (ولد في 31 مايو 1932) لاعب جمباز سويدي سابق. شارك في أولمبياد 1952 و 1956 و 1960 و 1964 في جميع أحداث الجمباز الفني وفاز بميداليتين في حركات الأرضية: ذهبية عام 1952 وفضية عام 1956. وميدالية برونزية في بطولة العالم في عام 1945، تم إختياره ليكون في قاعة مشاهير الجمباز الدولية في عام 2001.